# 田中利明
田中 利明（たなか としあき、1935年2月24日 - 1998年2月6日）は日本の卓球選手。

## 経歴
北海道出身。日本大学卒業。
世界卓球選手権では、1955年から3年連続決勝に進出し、1955年および1957年に世界チャンピオンとなった。また荻村伊智朗、角田啓輔らとともに、1954年から、世界卓球選手権男子団体3連覇に貢献した。男子シングルスでは、1955年、ドリナーをわずか15分で破り初優勝、1956年は決勝で荻村に敗れたが、1957年は決勝で荻村を破り2度目の優勝を果たした。1956年大会の男子団体準決勝ルーマニア戦では日本が3-4と追い込まれた（5点先取）8番手の試合で、ゲームオール14-20とマッチポイントを取られた状況から23-21と逆転勝利した。
昭和29(1954)年度から全日本卓球選手権大会男子シングルス3連覇を達成している。
1992年のバルセロナオリンピックでは、日本代表の総監督を務めた。
1997年に、荻村伊智朗、松崎キミ代、江口冨士枝らと共に世界卓球殿堂入りを果たした。